# Donatello Bellomo
Donatello Bellomo (Busto Arsizio, 12 settembre 1953) è uno scrittore italiano.

## Biografia
Laureato in Giurisprudenza all'Università di Parma, ha lavorato in alcune società finanziarie prima di dedicarsi all'organizzazione di concerti jazz e rock e in seguito al giornalismo, come freelance e poi come redattore e caposervizio alla redazione cultura e spettacoli del quotidiano L'Arena di Verona.
Alterna romanzi storici (L'uomo che cavalcava un sogno, La settima onda, Prigionieri dell'Oceano, Undici lettere all'ammiraglio) ad altri a immaginario sfondo autobiografico (la quadrilogia dedicata al capitano francese Cédric Destouches: L'ultima notte sul Normandie, L'uomo del cargo, La donna della tempesta, Mare notte, tutti ambientati in Francia) e a inchieste (Titanic. L'altra storia; Il tesoro degli abissi centrato sul tema della nave italiana Ancona affondata nel 1915 da un U-Boot tedesco, ancor oggi sul fondo del Tirreno con il suo carico d'oro).
Con La settima onda ha vinto il premio Tuscania e il premio Gaeta nel 1999, con Undici lettere all'ammiraglio il premio Circeo nel 2011.
Membro del Titanic Historical Society e della Society For Nautical Research, guest writer del Louis Vuitton Trophy, ha intervistato l'oceanografo Robert Ballard che nel 1985 individuò il relitto del transatlantico Titanic e l'esploratore e scrittore inglese Tim Severin.

## Opere

### Romanzi
- La notte in cui le farfalle volarono indietro, Roma, Capobianco Editore, 1993. ISBN 88-86186-13-4.
- L'uomo che cavalcava un sogno, Milano, Sperling & Kupfer, 1997. ISBN 88-200-2407-1.
- La settima onda, Milano, Sperling & Kupfer, 1999. ISBN 88-200-2779-8.
- La settima onda, Milano, Mursia, 2011. ISBN 978-88-425-4807-2.
- L'ultima notte sul Normandie, Milano, Sperling & Kupfer, 2001. ISBN 88-200-3143-4.
- Prigionieri dell'oceano. La tragedia del Laconia, Milano, Sperling & Kupfer, 2002. ISBN 88-200-3390-9.
- L'uomo del cargo, Milano, Mursia, 2005. ISBN 88-425-3433-1.
- La donna della tempesta, Milano, Mursia, 2006. ISBN 88-425-3643-1.
- Mare notte, Milano, Mursia, 2008. ISBN 978-88-425-3996-4.
- Undici lettere all'ammiraglio, Milano, Mursia, 2010. ISBN 978-88-425-4710-5.
- Titanic. L'altra storia, Milano, Mursia, 2012. ISBN 978-88-425-4978-9.
- Il tesoro degli abissi, con Enrico Cappelletti, Milano, Longanesi, 2013. ISBN 978-88-304-3615-2.
- Céline. La centunesima notte, Ravenna, Il Cerchio, 2021. ISBN 978-88-8474-617-7

### Racconti
- Sextet. Sei racconti americani, Bolzano, Arcoboan, 1985.
- Il posto di mezzo, Trento, Arca, 1991.

### Manualistica
- I viaggiatori degli abissi. Storia della subacquea, con Fabio Vitale, Trento, Arca, 1990.
- Dizionario del mondo subacqueo, con Fabio Vitale, Milano, Sugarco, 1995. ISBN 88-7198-368-8.